# Rosolino Ferragni
Arnaldo Domenico Rosolino Ferragni (Cremona, 4 novembre 1896 – Cremona, 26 luglio 1973) è stato un politico, antifascista e giornalista italiano, fratello del senatore socialista Gaetano Ferragni, figlio del politico radical-democratico Luciano Ferragni e nipote dei patrioti Gaetano e Francesco Ferragni (rispettivamente nonno e pro-zio, vedi famiglia Ferragni).

## Tra i fondatori del PCd'I
Discendente di una casata di ferventi rivoluzionari, si accostò alla politica fin dall'età adolescenziale, frequentando con passione i circoli giovanili socialisti di Cremona.
Allo scoppio della prima guerra mondiale condivise la dottrina dei bolscevichi di Lenin, intravedendo nell'imperialismo e nella spartizione dei mercati mondiali l'effettiva ragione del conflitto. Contrario all'entrata in guerra dell'Italia si associò allo schieramento neutralista, prendendo parte a vigorose manifestazioni di protesta, sfociate nella battaglia di Porta Mosa (Cremona, 14 maggio 1915).
Nel settembre 1916, con il paese impegnato nella Grande guerra e con l'esigenza di ampliare l'esercito, fu costretto ad arruolarsi nonostante il profondo dissenso ideologico. Avviato all'Accademia Militare di Modena, istituto di formazione militare a carattere universitario, fu designato Tenente di Complemento e imbarcato per la Libia.

Ferragni in veste di Ardito durante la prima guerra mondiale

Riprese ad occuparsi attivamente di politica al termine delle ostilità; fu socialista schedato dal 1919. Fortemente ispirato al modello marxista che Lenin aveva tratteggiato per il partito russo, promosse l'emergente dottrina rivoluzionaria di Amadeo Bordiga.

Favorito da un ottimo livello culturale, durante il 1920 si distinse come esponente di rilievo nell'ala comunista-astensionista del PSI cremonese e nel gennaio 1921 fu membro della fazione bordighista durante il XVII Congresso Socialista a Livorno. Ottenuta l'auspicata scissione interna, fu tra gli storici fondatori del Partito Comunista d'Italia, sezione italiana della Terza Internazionale Comunista.

## L'attività politica
Rientrato a Cremona, si adoperò all'istituzione della locale Federazione comunista. In sintonia con le disposizioni prescritte ritenne necessario dar vita a un ambiente ferocemente ostile alla società borghese, basato su concetti puri di lotta per la libertà e la democrazia.
In collaborazione con il compagno Dante Bernamonti fu ideata l'edizione del settimanale cremonese L'eco dei Comunisti, redatto in partecipazione con L'Ordine Nuovo di Antonio Gramsci, quotidiano ed organo ufficiale del PCd'I.
Nel maggio 1921 fu candidato comunista alle elezioni politiche per il comune di Cremona. In un contesto di fondato turbamento imperversò la furia fascista, durante la campagna elettorale i morti in provincia furono 145 (se ne contarono 40 il solo giorno del voto).
A causa della sua ideologia cadde anch'egli vittima di numerose aggressioni di matrice squadrista. In seguito alle violenze, culminate con la morte dei compagni Ghinaglia e Boldori, si delineò come fervente comiziante e propagandista antifascista. Tenendo conferenze pubbliche e private condannò fermamente ogni angheria.
Conseguentemente a ciò, nell'autunno del 1922 venne ufficialmente bandito da Cremona.
Perseguitato, si diresse segretamente a Milano dove iniziò a esercitare la professione di avvocato, ricavandosi un proprio studio legale.
Durante il 1923 si mise in contatto con i più noti comunisti del territorio milanese, delineandosi fra i più attivi divulgatori di teorie marxiste-leniniste.

Nel febbraio 1924 venne ingaggiato come giornalista presso L'Unità, neonato quotidiano italiano e organo di stampa ufficiale del PCd'I, e durante l'estate fu nominato Segretario del Comitato Provinciale di Milano del Soccorso Rosso Internazionale.

Ferragni a Milano, pubblicista de L'Unità

Sospettato, nel novembre 1924 fu oggetto di un'inattesa perquisizione nel suo studio legale. Al termine dell'operazione fu denunciato per detenzione di copioso materiale clandestino di indole sovversiva. Accertate le effettive mansioni venne disposto in arresto; resosi irreperibile fu ricercato per la cattura.
Vincolato in un sorta di clandestinità, nel gennaio 1925 fu designato Segretario della Federazione milanese del PCd'I. Prese parte a riunioni segrete con la Dirigenza Centrale, esplicò assistenza legale ai compagni iscritti al partito e fu incaricato della diramazione verso le sedi periferiche di ordinanze e direttive emesse dal Comitato Centrale. Al fine di corrispondere con i compagni eludendo la cattura fu obbligato ad avvalersi di uno pseudonimo, "Malvicini".
Fermo sostenitore di teorie marxiste-leniniste, durante l'estate 1925 caldeggiò la polemica nei confronti dell'atteggiamento assunto dalla direzione centrista di Gramsci e Togliatti, giudicando il socialismo in un solo paese (filosofia elaborata da Stalin dopo la morte di Lenin) un nitido tradimento ideologico dell'originale rivoluzione mondiale.

Perseverante su posizioni proprie della Sinistra Comunista fu destituito dai suoi incarichi a conclusione del III Congresso del PCd'I, convegno che si tenne a Lione nel gennaio 1926 e che consacrò l'allineamento a Stalin e ai nuovi dettami politici sovietici.
Svincolato da responsabilità condivise il progetto d'istituire un Ufficio Giuridico comunista, con l'obiettivo d'intraprendere assistenza legale ai compagni iscritti al partito.
Alla nascita della struttura ne fu designato responsabile nazionale (congiuntamente all'On. Riboldi e all'On. Buffoni), coordinando una sezione di avvocati comunisti distribuiti sull'intero territorio italiano. Braccato, nell’estate 1926 azzardò senza successo l’espatrio Francia.

## La repressione fascista
La mattina del 12 settembre 1926 venne raggiunto nel proprio alloggio di Milano dagli agenti della Polizia politica e arrestato su richiesta della Questura di Bologna. Durante la stessa operazione furono arrestati i compagni Umberto Terracini e Aladino Bibolotti, rispettivamente redattore ed amministratore del quotidiano L'Unità.

Tradotto a Bologna fu ufficialmente denunciato per cospirazione contro lo Stato ed eccitamento all'odio di classe; ricondotto a Milano venne imprigionato nel carcere di San Vittore in attesa di processo.

Nel dicembre 1926 la relativa istruttoria penale, avviata dalla magistratura ordinaria, passò di competenza al neo costituito Tribunale Speciale per la Difesa dello Stato.

Durante il 1927 fu oggetto di ulteriori mandati di cattura e venne indagato al fine di verificare una sua presunta cooperazione al complotto che sfociò nell'attentato contro Benito Mussolini, occorso a Bologna il 31 ottobre 1926.
Il 28 maggio 1928 fu citato in giudizio nel primo grande processo politico d'Italia, storicamente noto come Processone, nel quale vennero sentenziati i diciotto massimi dirigenti del Comitato Centrale del PCd'I, quindici dirigenti di secondo piano e altri semplici militanti.
«Ho da farle duplici condoglianze – esordì sarcastico l'ufficiale fascista – una prima volta per avere un tale fratello e una seconda per il processo che tutela».

«Ma come? – replicò Ferragni – Dalla lettura degli atti mi pare che la posizione di mio fratello non sia affatto grave».

«Io gli atti non li ho letti – concluse Saporiti – ma so che questo processo, in cui può dirsi che culmini l'attività del Tribunale Speciale, deve finire con una gravissima condanna».
Il 4 giugno 1928 fu risolutivamente condannato a 16 anni, 4 mesi e 5 giorni di reclusione,11.200 lire di multa, interdizione perpetua dai pubblici uffici e tre anni di vigilanza speciale.
Terminato il processo fu condotto nelle carceri di Lucca e per tre anni detenuto in regime di segregazione cellulare, con obbligo di continua permanenza in cella d'isolamento, esclusione dagli spazi aperti durante le ore diurne e perdita d'abitudine alla luce. Scontato l'aggravamento della pena fu ordinariamente detenuto a Civitavecchia, Pianosa, Finalborgo, Pallanza e Cremona.
Nell'estate 1934 la pena carceraria fu tramutata in libertà vigilata; il 26 settembre fu scarcerato e qualificato "comunista libero vigilato" con obbligo di domicilio a Cremona. Il suo nominativo venne inserito in una lista di persone da arrestare in determinate circostanze.
Sebbene vigilato, si accostò rapidamente all'esiguo nucleo antifascista cremonese, smembrato da anni di arresti e ormai ridotto a poche unità.
 Nell'ottobre 1936, intercettate le riunioni clandestine di carattere cospirativo, fu celermente posto in arresto. La relativa indagine, avviata dal Prefetto di Cremona, rese noto un traffico illegale di corrispondenza politica e stampa francese, indirizzata e custodita in un'abitazione di sua proprietà. Seguirono anni di forzata remissione.
Riprese a promuovere operosa propaganda antifascista nell'estate 1940, successivamente all'invasione delle truppe di Mussolini nel sud della Francia.

Unitamente allo sdegno generato dall'entrata in guerra dell'Italia, promosse l'insistente disappunto nei confronti della politica di Stalin che, in seguito alla sottoscrizione del trattato di non aggressione con Hitler (patto Molotov-Ribbentrop), procurò scompiglio e disorientamento tra le file dei democratici italiani, approdati ai principi del comunismo proprio in funzione dell'antifascismo e dell'antinazismo.

Per effetto di una condotta ritenuta «pericolosa per la sicurezza pubblica e per l'ordine nazionale» fu di nuovo arrestato nel dicembre 1940 e direttamente condannato a tre anni di confino, senza sostenere regolare processo. Accolto il tempestivo ricorso la sentenza fu commutata in ammonizione, un provvedimento penale mirato alla prevenzione di ogni forma di crimine e non alla sua punizione. A partire dal 1941 fu interdetto alla frequentazione di determinati luoghi e alla circolazione in taluni orari.

## Gli Internazionalisti
Durante il 1942, in seguito a contatti con vecchi compagni della sinistra rivoluzionaria, aderì al progetto di dar vita ad un nuovo schieramento politico, in netto contrasto con la degenerazione di Mosca e fedele alla dottrina marxista. In cooperazione con Onorato Damen, Mario Acquaviva e Bruno Maffi, fu tra i fondatori della fazione Comunista Internazionalista, così denominata per distinguersi dai seguaci di Togliatti, divenuti nazionali. In collaborazione con Bordiga (che formalmente non aderì al gruppo) fu elaborato un programma atto a rilanciare i principi di Livorno del 1921.
Allentata la morsa fascista si occupò di promuovere il movimento nel territorio cremonese, riunendo con buona riuscita componenti sparsi della sinistra comunista.
Successivamente alla destituzione di Mussolini (25 luglio 1943) fu tra i coordinatori del movimento antifascista cremonese, lavorando alla nascita di un'alleanza atta ad includere uomini di tradizioni ed esperienze politiche differenti. 
Il confronto con componenti e leader di altri partiti democratici, concentrati nella programmazione dei futuri Comitati di Liberazione Nazionale e dei comandi militari unificati, evidenziò posizioni palesemente discordanti.

Contrapposto ai comunisti di Togliatti ed al loro incitamento a cacciare il tedesco, sostenne la tesi internazionalista secondo cui un'idea ponderata era combattere il nazifascismo in quanto movimento politico, ben diverso era accanirsi genericamente contro il soldato tedesco, dando volgarmente sfogo a passioni e risentimenti repressi da vent'anni di dittatura.

Coerente al concetto teorizzato rifiutò l'ideale di guerra di Liberazione e Resistenza, denunciò il carattere imperialistico del conflitto mondiale e condannò i fronti democratici (anglo-statunitense e sovietico), reputandoli orientati verso un obiettivo comune: la conservazione del regime capitalistico di fronte al pericolo di una nuova ondata rivoluzionaria. In virtù di ciò tratteggiò il vero compito comunista nella trasformazione della guerra in corso, uno scontro armato tra popoli, in una rivoluzione civile, nell'esclusivo interesse della classe proletaria, allo scopo di avversare la borghesia imperialista di tutte le nazioni.
Conseguentemente alle sue affermazioni fu accusato di trotskismo e l'intera federazione internazionalista locale venne estromessa dall'alleanza democratica cremonese.
Il tentativo di risanare la diatriba cessò bruscamente nei giorni che seguirono l'annuncio dell'armistizio fra Italia e alleati (8 settembre 1943). Il crollo dell'organizzazione militare italiana e la progressiva avanzata tedesca sconvolsero le priorità politiche e personali.
Rappresentante di uno fra i raggruppamenti più esposti durante i 45 giorni del governo Badoglio, si trovò impreparato ad affrontare la delicatissima situazione e fu costretto ad eclissarsi senza indugio.
Intimorito dall'imminente rinascita di uno stato fascista e dalla ricomparsa di bande di rastrellatori e torturatori, fuggì da Cremona.
Fedele ai principi internazionalisti non prese parte alla resistenza partigiana, rendendosi irreperibile e vivendo in clandestinità fino al termine della guerra.
Durante l'anno e mezzo di latitanza si nascose in luoghi sempre diversi del nord Italia per eludere la cattura. Il 10 febbraio 1945, rifugiato nella piccola comunità di Cremia assieme alla moglie, divenne padre dell'unico genito Amelio. Il 15 maggio 1945 rientrò a Cremona insieme alla famiglia.

Ferragni (seduto) rientrato a Cremona al termine delle ostilità. Spossato dalla lunga latitanza è accolto da un gruppo di compagni internazionalisti

## Il secondo dopoguerra
Da subito riprese contatto con i compagni del movimento internazionalista che frattanto aveva assunto una portata nazionale con lo sviluppo di consistenti Federazioni nei maggiori centri industriali del nord. In particolare a Torino e Milano si arrivò a costituire Gruppi di fabbrica Internazionalisti contrapposti alle Commissioni interne promosse dal Partito Comunista Italiano (PCI), raggruppamento nato il 15 maggio 1943 come riorganizzazione del Partito Comunista d'Italia (PCd'I).
Nel giugno 1945 prese parte al primo convegno nazionale del PCInt formalmente costituito, con lo storico debutto partecipativo di delegati del sud. A seguito dell'incontro fu esponente di riferimento nelle province di Cremona e Mantova.

Avverso al modello stalinista incarnato da Togliatti animò le Federazioni locali assieme al compagno Bottaioli, giungendo ad ottenere una significativa presenza sul territorio ed acquisendo alcuni tra i maggiori centri agricoli. L'attività controcorrente suscitò la prevedibile reazione del PCI e nell'autunno 1945, a seguito di un burrascoso scontro ideologico, fu ufficialmente espulso dal partito (nel quale risultava ancora militante), "a causa di una tentata e fallita manovra frazionistica".
In un clima di crescente tensione fra i due schieramenti si ritrovò improvvisamente esposto al pericolo di rappresaglie democratiche e fu costretto a muoversi armato per mesi, limitando fortemente l'attività politica.
A partire dal 1946 dovette inoltre affrontare una serie di problematiche correlate al maggiore e crescente peso comunicativo del PCI, la cui demagogia nazional-popolare ridusse impietosamente gli spazi delle federazioni internazionaliste.
Nonostante le evidenti difficoltà nella primavera 1946 avviò la pubblicazione del quindicinale cremonese L'Eco dei Comunisti (che riprendeva la testata editata nei primi anni '20) e fu promotore di incontri volti ad ispirare giovani condivisori delle posizioni internazionaliste. Alle riunioni partecipò l'adolescente Danilo Montaldi che durante gli anni della maturazione politica e professionale evidenzierà l'importanza del rapporto sviluppato con Ferragni, delineandolo fra i suoi maestri ideologici e ricordandolo nel saggio Militanti politici di base.
Alle elezioni per l'Assemblea Costituente, il 2 giugno 1946, conseguì un discreto gradimento nella Circoscrizione Mantova-Cremona, risultando l'internazionalista più votato davanti all'amico e leader di partito Damen. Tuttavia l'esito del voto rappresentò il crollo dell'illusione rivoluzionaria; l'evanescente risultato ottenuto su scala nazionale palesò la limitatezza del partito, innescando un processo di graduale svuotamento delle Federazioni.
A partire dal 1948 fu coinvolto nella questione russa, fonte di divergenze teoriche all'interno della diaspora internazionalista. In disaccordo con la condotta politica ed economica sovietica, considerata la manifestazione più organica, definita e completa del capitalismo di stato, si costituì nella corrente rappresentata da Damen, in netto contrasto con la filosofia di Bordiga che, al contrario, individuava nello strapotere USA il maggior ostacolo alla ripresa di classe.
Al fianco dello stesso Damen, con Lecci e Bottaioli, durante il biennio 1950-51 fu esponente della linea internazionalista più radicale, prese parte al dibattito riguardo ai moti coloniali (considerati il riflesso di giochi di forza tra imperialismi) e si oppose alle posizioni dell'ala bordighiana che sostenevano il sabotaggio dei sindacati, l'astensione dagli scioperi con carattere rivendicativo immediato e l'abbandono del lavoro politico nelle fabbriche.
Nel maggio 1952, giunti all'inevitabile scissione internazionalista, fu tra i promotori dell'organizzazione di estrema sinistra PCInt - Battaglia comunista. Nel partito, fortemente ridimensionato, entrò a far parte del Comitato Centrale e divenne direttore responsabile delle testate giornalistiche Battaglia Comunista e Prometeo, organi di stampa ufficiali.
Durante gli anni '60 promosse e condivise occasioni di confronto con altre formazioni politiche conformi alla sinistra rivoluzionaria. Apprezzabili collaborazioni furono intraprese con Unità Proletaria di Danilo Montaldi, Azione Comunista di Bruno Fortichiari, News and Letters (gruppo statunitense diretto dalla filosofa marxista Raya Dunayevskaya), Socialisme ou Barbarie (fazione antistalinista francese), Fomento Obrero Revolucionario (movimento trotzkista guidato dal messicano Grandizo Munis).

Questa attività ebbe sviluppi positivi soprattutto sul piano internazionale, contribuendo alla maggiore conoscenza delle reciproche esperienze e posizioni politico-teoriche.
Militò nel PCInt - Battaglia comunista esercitando incarichi dirigenziali fino alla morte, avvenuta il 26 luglio 1973 a Cremona. Fu tumulato con rito civile il giorno 28 luglio nel cimitero cittadino.